# ألبرتو روي سانشيث
ألبرتو روي سانشيث لاثي (بالإسبانية: Alberto Ruy Sánchez) كاتب وناشر مكسيكي، ولد في مدينة مكسيكو في 7 ديسمبر 1951. وروي سانشيث هو مؤلف لأكثر من عشرين كتابا في الشعر والقصة القصيرة والرواية والمقالات الأدبية. وأشاد بمؤلفاته العديد من الكتاب، ومن بينهم خوان رولفو وأكتافيو باث وسيبرو ساردوي وألبرتو مانجيل وكلود ميشيل كلوني.

## سيرته الذاتية
ألبرتو هو ابن خواكين سانشيث روي، الذي ولد في نافوخوا، في ولاية سونورا، في شمال المكسيك. فيما ولدت والدته ماري أنطوانيت لاسي في كاخيمة في مدينة أوبريغون في نفس الولاية. ألبرتو هو أكبر إخوته الخمسة، وهم خواكين وأرنستو ومارثا وماري أنطوانيت. بسبب مخاطر عمل الأب، عاشت الأسرة جزءا من الس باخا كاليفورنيا سور.

## ثقافة الباروك وقيمة الحواس
تلقى البرتو روى سانشيث سلسلة من التعاليم الإنسانية الخطيرة في المدارس اليسوعية ومن ثم تحصل على (فكرة عنيدة باروكية في العالم كواقع معقد الذي لا يمكن أن يكون مفهوما ومتعايش بشكل كامل سواء من خلال الفكر أو الحواس)، وكذلك في سرده الشعرى موجود دائما كوصف فنى لنمط الباروكو من الاستماع بالعيون والنظر بالاصابع والاذنين والتذوق بحاسة الشم.

## متعة الاستماع ورواية القصص
هاجرت الأسرة سونورا إلى مكسيكو سيتي، وجمعتها في أغلب الأحيان سرد القصص. وهكذا نشأت رغبته في أن يصبح كاتبا، «من دواعي سروري البالغ الاستماع إلى رواية القصص والإعجاب بمهارة أولئك الذين تقاسموا قيمتها».
تأكدت هذه الرغبة بعد سنوات عديدة عندما زار المغرب وكان في ساحة جامع الفنا في مراكش ليستمع إلى حكايات تقليدية، وهذه اعتبرتها اليونيسكو تراثا شفويا للإنسانية في يونيو 1977.

## البداية
عاش في باريس من 1975 حتى 1983، حيث درس مع رولاند بارت، مستشار اطروحته.و قد تتبع الحلقات الدراسية للفلاسفة مثل ميشيل فوكو، جاك رانسيير، جيل دولوز، فرانكو شاتيليه والمؤرخ الفنى اندريه كاستل.حصل على الدوكتوراه في جامعة باريس vii.و عند عودته إلى المكسيك من 1984 إلى 1987 كان رئيسا للتحرير ثم ناشر كتب في مجلة «فولتا» مخرجة من قبل اوكتابيو باث والذي كان يعتبر واحدا من أفضل كتاب المقالات: تعد كتاباته عصبية ونشطة، ذكائه الحاد دون أن يكون قاسى، رافته دون التنازل أو التواطؤ هو أيضا من اندر الكتاب المكسيكيون، وهو شاعر حقيقى عالمى روى حكايات عن مساحات أراضي واسعة من البلاد، حيث أنه شاعر للبشرة وبالتالى فان لغته تعتبر حاسة اللمس، المعنى الذي يشارك فيه الجميع. وكتب الكوبى سيبيرو سارودى «ليس فقط ابتكار روايات بل طريقة جديدة لتعلم القراءة، من توهحها».

## أعماله

### الروائية
- 1987 أسماء الهواء.
- 1996 على شفاه الماء
- 1998 الماء والهواء. ديسكو.
- 2001 اسرار حدائق موكادور
- 2005 تسع مرات أتساءل.
- 2007 'يد النار.

- شياطين اللسان 1987
- حكايات موكادور 1994
- من كيف جاء حزن موكادور 1999
- بصمة الصراخ 2001

- اساطير من السينما في ازمة 1981
- على حافة الاوراق 1988
- مقدمة لاوكتافيو باث 1990
- جزء من الحقيقة: أندريه جيد عاد من روسيا 1991
- بالادب في الجسد 1995
- حوارات مع اشباحى 1997
- مغامرات النظرة 1999
- أربع كتاب الطقوس 2000
- الصفحة الممكنة 2001

- تعذر الوصول إليها 1990
- أماكن موعودة 2006
- القول هو المطلوب 2001

1. ↑  Babelio | Alberto Ruy Sánchez (بالفرنسية), QID:Q2877812
2. ↑  "Premio Xavier Villaurrutia" (بالإسبانية). Retrieved 2024-10-29.
3. ↑  Semblanza de Alberto Ruy-Sánchez  Decoration Speech. Mexico city, 15 February 2000. نسخة محفوظة 05 يونيو 2017 على موقع واي باك مشين.

↑ في ArabAmericas، التشابكات الأدبية في نصف الكرة الأمريكية والعالم العربي، حرره ETTE اوتمار. مكتبة الأيبيرية-110، دار Vervuert، فرانكفورت، 2006، الصفحات 261-275.
↑ الفنون المكسيك، لا. 70 و 76 و 2004 و 2005 في المكسيك.
↑ 3. «علامات النفس» في مختارات. http://www.albertoruysanchez.com
↑ خوان غويتيسولو، جامع الفنا، والتراث الشفوي للإنسانية، غوتبورغ غالاكسي، برشلونة، 1997.
↑ النص ككائن الطقوس. 4 أبريل 2007، في http://albertoruysanchez.blogspot.com
↑ استعراض هذه وغيرها من كتبه في http://www.angelfire.com/ar2/libros/Critica1.html
↑ «جائزة Villaurrutia كزافييه». قوة الكلمة. استرجاع 7 ديسمبر 2009.
1. في ArabAmericas، التشابكات الأدبية في نصف الكرة الأمريكية والعالم العربي، حرره ETTE اوتمار. مكتبة الأيبيرية-110، دار Vervuert، فرانكفورت، 2006، الصفحات 261-275. 2. فنون المكسيك، العددان 70 و 76 و 2004 و 2005 في المكسيك. 3. علامات على النفس في مقتطفات. http://www.albertoruysanchez.com 4. خوان غويتيسولو، جامع جامع ايل، عن طريق الفم مواقع التراث، غالاكسي غوتنبرغ، برشلونة، 1997. 5. النص ككائن الطقوس. 4 أبريل 2007، في http://albertoruysanchez.blogspot.com 6. وهذه النصوص النقدية الأخرى عن عمله، في http://www.angelfire.com/ar2/libros/Critica1.html
http://www.angelfire.com/ar2/libros/malenten.html
http://www.angelfire.com/ar2/libros/00.html

## وصلات خارجية
- الموقع الرئيسي لألبرتو روي سانشيث بالإسبانية يشمل أكثر من مائة صورة ونصوصا، وأكثر من 30 نبذة عن الكاتب.
- الخيال المثير